# 女性の職業生活における活躍の推進に関する法律
女性の職業生活における活躍の推進に関する法律（じょせいのしょくぎょうせいかつにおけるかつやくのすいしんにかんするほうりつ、平成27年9月4日法律第64号）は、女性の活躍推進に関する日本の法律である。通称は女性活躍推進法（じょせいかつやくすいしんほう）である。
所管官庁は内閣府である。2015年（平成27年）9月4日公布、同日施行、10年間の時限立法である。「すべての女性が輝く社会づくり」の要となる法律である。

## 構成
- 第一章　総則（第1条―第4条）
- 第二章　基本方針等（第5条―第6条）
- 第三章　事業主行動計画等
  - 第一節　事業主行動計画策定指針（第7条）
  - 第二節　一般事業主行動計画（第8条―第14条）
  - 第三節　特定事業主行動計画（第15条）
  - 第四節　女性の職業選択に資する情報の公表（第16条―第17条）
- 第四章　女性の職業生活における活躍を推進するための支援措置（第18条―第25条）
- 第五章　雑則（第26条―第28条）
- 第六章　罰則（第29条―第34条）
- 附則

## 概説
この法律は、近年、自らの意思によって職業生活を営み、又は営もうとする女性がその個性と能力を十分に発揮して職業生活において活躍すること（以下「女性の職業生活における活躍」という）が一層重要となっていることに鑑み、男女共同参画社会基本法の基本理念にのっとり、女性の職業生活における活躍の推進について、その基本原則を定め、並びに国、地方公共団体及び事業主の責務を明らかにするとともに、基本方針及び事業主の行動計画の策定、女性の職業生活における活躍を推進するための支援措置等について定めることにより、女性の職業生活における活躍を迅速かつ重点的に推進し、もって男女の人権が尊重され、かつ、急速な少子高齢化の進展、国民の需要の多様化その他の社会経済情勢の変化に対応できる豊かで活力ある社会を実現することを目的とする（第1条）。
- 「男女共同参画社会基本法の基本理念にのっとり」とは、本法が男女共同参画社会基本法第3条から第7条までに規定されている「基本理念」を念頭に置き、その趣旨に従うものであることを規定するものであること（平成27年10月28日職発1028第2号・雇児発1028第5号）。

女性の職業生活における活躍の推進は、職業生活における活躍に係る男女間の格差の実情を踏まえ、自らの意思によって職業生活を営み、又は営もうとする女性に対する採用、教育訓練、昇進、職種及び雇用形態の変更その他の職業生活に関する機会の積極的な提供及びその活用を通じ、かつ、性別による固定的な役割分担等を反映した職場における慣行が女性の職業生活における活躍に対して及ぼす影響に配慮して、その個性と能力が十分に発揮できるようにすることを旨として、行われなければならない。また女性の職業生活における活躍の推進に当たっては、女性の職業生活と家庭生活との両立に関し、本人の意思が尊重されるべきものであることに留意されなければならない（第2条）。
- 「家族を構成する男女」とは、必ずしも婚姻関係だけを指すものではなく、婚姻（事実婚含む）、血縁等を基礎として生活上の関係を有する社会の自然かつ基礎的な集団単位を指す幅広い概念を指しているものであり、一人親世帯や独身者を施策や取組の対象外とする趣旨のものではないこと（平成27年10月28日職発1028第2号・雇児発1028第5号）。

## 国及び地方公共団体の責務
国及び地方公共団体は、女性の職業生活における活躍の推進についての基本原則（以下「基本原則」という）にのっとり、女性の職業生活における活躍の推進に関して必要な施策を策定し、及びこれを実施しなければならない（第3条）。具体的に、
- 政府は、基本原則にのっとり、女性の職業生活における活躍の推進に関する施策を総合的かつ一体的に実施するため、女性の職業生活における活躍の推進に関する基本方針（以下「基本方針」という）を定めなければならない。基本方針においては、次に掲げる事項を定めるものとする（第5条）。 
  - 女性の職業生活における活躍の推進に関する基本的な方向
  - 事業主が実施すべき女性の職業生活における活躍の推進に関する取組に関する基本的な事項
  - 女性の職業生活における活躍の推進に関する施策に関する次に掲げる事項
    - 女性の職業生活における活躍を推進するための支援措置に関する事項
    - 職業生活と家庭生活との両立を図るために必要な環境の整備に関する事項
    - その他女性の職業生活における活躍の推進に関する施策に関する重要事項

  - 前三号に掲げるもののほか、女性の職業生活における活躍を推進するために必要な事項
- 都道府県は、基本方針を勘案して、当該都道府県の区域内における女性の職業生活における活躍の推進に関する施策についての計画（「都道府県推進計画」）を定めるよう努めるものとする。市町村は、基本方針及び都道府県推進計画を勘案して、当該市町村の区域内における女性の職業生活における活躍の推進に関する施策についての計画（「市町村推進計画」）を定めるよう努めるものとする（第6条）。
- 内閣総理大臣、厚生労働大臣及び総務大臣は、事業主が女性の職業生活における活躍の推進に関する取組を総合的かつ効果的に実施することができるよう、基本方針に即して、事業主行動計画の策定に関する指針（「事業主行動計画策定指針」）を定めなければならない（第7条）。事業主行動計画策定指針においては、次に掲げる事項につき、事業主行動計画の指針となるべきものを定めるものとする。 
  - 事業主行動計画の策定に関する基本的な事項
  - 女性の職業生活における活躍の推進に関する取組の内容に関する事項
  - その他女性の職業生活における活躍の推進に関する取組に関する重要事項

## 事業主の責務
事業主は、基本原則にのっとり、その雇用し、又は雇用しようとする女性労働者に対する職業生活に関する機会の積極的な提供、雇用する労働者の職業生活と家庭生活との両立に資する雇用環境の整備その他の女性の職業生活における活躍の推進に関する取組を自ら実施するよう努めるとともに、国又は地方公共団体が実施する女性の職業生活における活躍の推進に関する施策に協力しなければならない（第4条）。
2016年（平成28年）4月1日より、常時雇用する労働者301人以上（2022年4月1日より101人以上）の事業主は、以下の行動が義務付けられる（第8条）。なお300人以下の労働者を雇用する事業主については、努力義務となる。
女性の活躍状況の把握、課題分析
「採用者に占める女性比率」「勤続年数の男女差」「労働時間の状況」「管理職に占める女性比率」その他の項目について把握し、課題分析を行う。
行動計画の策定
課題分析の結果を踏まえ、事業主行動計画策定指針に即して、女性の活躍推進に向けた行動計画（一般事業主行動計画）の策定を行う。一般事業主行動計画には「計画期間」「数値目標」「取組内容」「取組の実施時期」を盛り込むものとする。
作成した一般事業主行動計画は、厚生労働大臣への届出（都道府県労働局長に事務委任）、労働者への周知、外部への公表を行わなければならない。
女性の活躍に関する情報の公表
課題分析を行った項目について、適切であると考える項目を一つ以上選んで公表する。
一般事業主行動計画を届け出た企業のうち、女性の活躍推進に関する取組の実施状況等が優良な企業は、厚生労働大臣の認定（えるぼし認定、都道府県労働局長に権限委任）を受けることができる（第9条）。えるぼし認定は、基準を満たす項目数に応じて3段階あり、認定を受けた企業は、認定マークを商品や広告、名刺、求人票などに使用することができ（第10条）、女性の活躍を推進している事業主であることをアピールすることができるほか、公共調達における加点評価、日本政策金融公庫による低利融資（基準利率から－0.65%）の対象になる。さらに、2020年6月より、えるぼし認定企業のうち、一般事業主行動計画の目標達成や女性の活躍推進に関する取組の実施状況が特に優良である等の一定の要件を満たした場合にプラチナえるぼしの認定を受けることができる。
一般事業主行動計画の策定・公表等を行った上で、行動計画に盛り込んだ取組内容を実施し、数値目標を達成した事業主は、両立支援等助成金（女性活躍加速化コース）の支給対象となる。

## 報告・公表
厚生労働大臣（都道府県労働局長に権限委任）は、この法律の施行に関し必要があると認めるときは、一般事業主に対して、報告を求め、又は助言、指導若しくは勧告をすることができる（第26条。2020年6月より第30条）。
- 「この法律の施行に関し必要があると認めたとき」とは、法によって具体的に事業主の責務とされた事項について、当該責務が十分に遂行されていないと考えられる場合において、当該責務の遂行を促すことが法の目的に照らし必要であると認められる時等をいうものであること。例えば、常時雇用する労働者数が300人を超える一般事業主が一般事業主行動計画の策定・届出をしない場合、一般事業主の労働者への周知・公表をしない場合、女性の職業生活における活躍に関する情報の公表をしない場合、また、一般事業主行動計画の内容が、女性の職業生活における活躍に関する状況を把握し、改善すべき事情について分析した上で、その結果を勘案して定められたものではない場合には、それぞれ、助言、指導及び勧告の対象となるものであること（平成27年10月28日職発1028第2号・雇児発1028第5号）。

2020年6月より、厚生労働大臣は 、第20条1項の規定による公表をせず、若しくは虚偽の公表をした一般事業主又は第20条2項に規定する情報に関し虚偽の公表をした認定一般事業主若しくは特例認定一般事業主に対し勧告をした場合において、当該勧告を受けた者がこれに従わなかったときは、その旨を公表することができることとなった（改正後の第31条）。